# غيل كالدويل
غيل كالدويل (بالإنجليزية: Gail Caldwell)‏ هي صحفية أمريكية، ولدت في 20 يناير 1951.